# Gargenna
Gargenna is een geslacht van hooiwagens uit de familie Podoctidae.
De wetenschappelijke naam Gargenna is voor het eerst geldig gepubliceerd door Roewer in 1949. 

## Soorten
Gargenna is monotypisch en omvat slechts de volgende soort:
- Gargenna coronata